# Хайма
Хайма (араб. هيماء) — місто і центр провінції Ель-Вуста Султанату Оман. Розташоване в центральній посушливій частині країни. На 2010 рік населення — 3063 людини.
Постійне поселення утворилося після того, як група розвідників нафти пробурила там свердловину з прісною водою. Ця свердловина стала першим постійним джерелом води в районі. 
Одним з найважливіших об'єктів у вілайєті Хайма є «Сих аль-Замаїм», де Його Величність Султан Кабус жив у таборі під час своїх щорічних польових поїздок.
Також в околицях є група печер, в першу чергу печера Ракі, розташована на північний схід, з якої витікає вода, не придатна для пиття. Інша печера — Аль-Масак. Існує також печера Ваді Сараф, розташована нижче рівня землі. До неї можна дістатися через ущелину, з'єднану з похилим коридором; в печері також присутня вода.
У 1982 році тут була відкрита школа для хлопчиків, а потім і для дівчаток. Сім'ї з племені Харасіс все частіше поселяються в цьому місці, залучені можливістю шкільної освіти для дітей. На 2016 рік діють 3 школи.

## Клімат
| Клімат                                                               | Клімат | Клімат | Клімат | Клімат | Клімат | Клімат | Клімат | Клімат | Клімат | Клімат | Клімат | Клімат | Клімат |
| Показник                                                             | Січ.   | Лют.   | Бер.   | Квіт.  | Трав.  | Черв.  | Лип.   | Серп.  | Вер.   | Жовт.  | Лист.  | Груд.  |        |
| Середній максимум, °C                                                | 27,2   | 29,6   | 32,7   | 39,3   | 42,9   | 44,1   | 42,1   | 42,1   | 39,6   | 36,6   | 33,1   | 28,9   |        |
| Середня температура, °C                                              | 19,8   | 21,9   | 25,1   | 30,5   | 34,1   | 35,6   | 35,1   | 33,8   | 31,7   | 28,8   | 25,6   | 21,8   |        |
| Середній мінімум, °C                                                 | 12,3   | 14,1   | 17,4   | 21,6   | 25,2   | 27,1   | 28,0   | 25,4   | 23,7   | 21,0   | 18,1   | 14,6   |        |
| Норма опадів, мм                                                     | 0.0    | 0.0    | 0.2    | 2.5    | 6.3    | 1.4    | 0.5    | 0.6    | 0.7    | 0.0    | 1.1    | 0.4    |        |
| -------------------------------------------------------------------- | ------ | ------ | ------ | ------ | ------ | ------ | ------ | ------ | ------ | ------ | ------ | ------ | ------ |
| Джерело: http://www.world-climates.com/city-climate-haima-oman-asia/ |        |        |        |        |        |        |        |        |        |        |        |        |        |